# Барнін
Барнін (нім. Barnin) — громада в Німеччині, розташована в землі Мекленбург-Передня Померанія. Входить до складу району Людвігслуст-Пархім. Складова частина об'єднання громад Кріфіц.
Площа — 16,96 км2. Населення становить 469 ос. (станом на 31 грудня 2020).